# 摩爾多瓦語言和民族問題
摩爾多瓦語言和民族問題是指在摩爾多瓦共和國主要民族認同和母語認同的問題。摩爾多瓦人在摩爾多瓦共和国的民族認同意見分歧，摩爾多瓦人是羅馬尼亞人的一部份，或是異於羅馬尼亞人的其他民族，一直以來爭論不休。此外，雖多認為羅馬尼亞和摩爾多瓦兩國所使用的語言近乎相同，但由於政治因素，「摩爾多瓦語」這一詞彙是否正確也是糾紛的問題。
1991年，摩爾多瓦共和国宣佈獨立時，曾規定其公用語言是「羅馬尼亞語」，國歌也和羅馬尼亞國歌相同，都是「醒來吧，羅馬尼亞人」。然而之後因政治上的紛爭，1994年憲法將該國的公用語改為「摩爾多瓦語」，國歌改為「我們的語言」。在2003年制訂的《民族法》中，摩爾多瓦將羅馬尼亞人定為少數民族。摩爾多瓦至此在法律上將羅馬尼亞人和摩爾多瓦人視為不同民族。這件事情引發摩爾多瓦學者的強烈批評，市民（特別是知識份子和學生）也展開了抗議，對政界也產生了影響。甚至發展為摩爾多瓦和羅馬尼亞兩國之間的外交問題。
2013年12月，摩爾多瓦憲法法院根據地位高於憲法的《獨立宣言》作出裁決，將摩爾多瓦共和國的官方语言定為罗马尼亚语。

## 摩爾達維亞公國

### 中世紀史書記載
中世紀摩爾達維亞史書中，摩爾達維亞人稱自己是摩爾多維尼人（Moldoveni，和現在的摩爾達維亞人相同），並且記載摩爾達維亞人、瓦拉幾亞人、特蘭西瓦尼亞人是同一起源，講相同語言。摩爾達維亞大公斯特凡三世（1457年 - 1504年）曾下令編纂記載1457年到1499年期間歷史的史書，書名是「Dy Cronycke Des Stephen Woywoda auss Wallachey（瓦拉幾亞大公斯蒂芬的歷史書）」。摩爾達維亞重要的編年史學家格里戈雷·乌雷凯曾說匈牙利王國境內的羅馬尼亞人和摩爾達維亞人都是「羅馬人」，有著相同的起源。另外，米龙·科斯廷在他自己編纂的史書中說摩爾達維亞人「最為正確的名稱」是，這一名稱來自于羅馬帝國，並且這一名稱在民族的歷史中一直得到了保持。據記載，摩爾達維亞人從來不說「你說摩爾達維亞語嗎？」，而使用「你說羅馬尼亞語嗎？」。米龙·科斯廷的兒子，尼古拉·科斯廷也在他的著作中表達了與其父相同的見解。瓦拉幾亞的編年史學家康斯坦丁·坎塔库济诺表示羅馬尼亞人是指在瓦拉幾亞居住的羅馬尼亞人、在特蘭西瓦尼亞居住的人和摩爾達維亞人，這些人說相同的語言，有著相同的起源。編年史家，摩爾達維亞大公及普鲁士科学院會員迪米特里耶·坎泰米尔曾編纂過多本歷史書籍。其中一本的書名是「（羅馬尼亞·摩爾多瓦·瓦拉幾亞永續性的記録），這本書是應普魯士科學學會的請求在圣彼得堡執筆的。最初用拉丁語編纂，後坎泰米爾將其翻譯為羅馬尼亞語。坎泰米爾在這本書的開頭部份稱這本書是「關於所有羅馬尼亞人土地的歷史書」（Hronicon a toată Ţara Românească），「這些地區後來被分為摩爾達維亞、瓦拉幾亞、特蘭西瓦尼亞」（care apoi s-au împărţit în Moldova, Muntenească şi Ardealul）。這本書是第一部用拉丁語寫作（pre limba latinească），然後被翻譯為羅馬尼亞語（pre limba românească）的著作。書中將特蘭西瓦尼亞人、摩爾達維亞人、瓦拉幾亞人都稱為羅馬尼亞人（carii cu toţii cu un nume de obşte români să chiamă）。

### 外國旅行家記載
有多位外國人旅行家訪問過摩爾達維亞，在他們自16世紀以後的記載中，當地的居民稱自己的語言是「羅馬尼亞語」，並且還提到摩爾達維亞和瓦拉幾亞、特蘭西瓦尼亞人的起源是來自羅馬帝國。
特蘭西瓦尼亞薩克森人格奥尔格·冯·赖歇施托费尔曾以斐迪南一世的使者身份訪問瓦拉幾亞和摩爾達維亞。1527年和1535年，他到訪摩爾達維亞公國，并編纂了兩本遊記「Moldaviae quae olim Daciae pars, Chorographia」（1541年）和「Chorographia Transylvaniae」（1550年）。其中關於摩爾達維亞地理的部份有如下記載：（摩爾達維亞）除了這一名稱之外，也稱瓦拉幾亞；關於摩爾達維亞居民的語言，則有「羅馬語（義大利語）現在仍在使用⋯⋯、（摩爾達維亞的）瓦拉幾亞人是義大利系的民族，正如他們的主張，他們是古羅馬人的末裔」的記載。維羅納出身的編年史家和軍人亚历山德罗·瓜尼尼曾兩次到訪摩爾達維亞，并曾幫助伊万·雅各布·赫拉克利德獲得公位。瓜尼尼在之後執筆了名為「Vita despothi Principis Moldaviae」的書籍。這本書是關於伊万·雅各布·赫拉克利德的書籍，其中有如下關於摩爾達維亞人的記述「瓦拉幾亞人稱自己是『羅馬人』，起源自義大利的羅馬。他們的語言是拉丁語和義大利語的混合物，若是義大利人會比較容易和瓦拉幾亞人溝通」。一位被認為是耶穌會人士的義大利人在他1587年的遊記中，關於摩爾達維亞人有如下內容：「這些人信仰希臘正教，喜歡與古羅馬有關的食物，這大概是因為他們的語言是通俗拉丁語，以及他們認為自己是羅馬人的子孫也自稱為羅馬人」。
另外根據這些記錄，居住在附近的斯拉夫人稱摩爾達維亞人為弗拉赫人，這與瓦拉幾亞及特蘭西瓦尼亞、巴爾幹半島一帶居住的以羅曼語族為母語的人稱呼相同。人文学者尼古拉·奥拉胡斯在其著作「Hungaria et Attila」中記載，摩爾達維亞人與瓦拉幾亞人有相同的語言、習慣、信仰，只有服裝不同。並且，摩爾達維亞人和其他弗拉赫人的語言在過去都是羅馬的語言（拉丁語），他們都是羅馬帝國入植者的子孫。
托马斯·桑顿在他1807年的著作中記錄了他前往鄂圖曼帝國境內旅行的內容，其中記載瓦拉幾亞和摩爾達維亞的農民爲了和波雅爾區別，將自己稱為盧蒙人或者羅曼人，他們的語言俗稱拉丁語。

### 摩爾達維亞語古文献
同様，1643年，在摩爾達維亞大公瓦西里·卢普的財政支持下，摩爾達維亞主教瓦尔拉姆·莫措克（Varlaam Moţoc）編纂了一些宗教書籍。這些書籍收錄了從斯拉夫語翻譯的74條戒律，書名是（羅馬尼亞語的宗教書），全書以羅馬尼亞語書寫（pre limba Romeniască）。根據盧普的序文（Cuvânt），這本書是爲了「居住在各地的所有羅馬尼亞人」而編纂。這本書也稱「瓦尔拉姆的説教」，在摩爾達維亞印刷，是最早在瓦拉幾亞和特蘭西瓦尼亞等附近諸國居住的羅馬尼亞語使用者普及的書籍。16世紀到17世紀，居住在特蘭西瓦尼亞的匈牙利人逐漸偏向加爾文派。1642年，爲了在羅馬尼亞語使用者中普及加爾文派，他們的著作被翻譯為羅馬尼亞語。對此，瓦拉幾亞和摩爾達維亞的主教被召集在雅西開會。摩爾達維亞府主教瓦尔拉姆在1645年發表名為「Răspuns la Catehismul calvinesc」的文章，這是一封對居住在特蘭西瓦尼亞的羅馬尼亞人得公開信。他以「特蘭西瓦尼亞的基督教徒、正教的信徒們、以及我們使徒継承教会的信眾們、被愛的基督教徒、我們都屬於單一的羅馬尼亞民族、我們擁有相同的信仰」來稱呼這些人。
瓦西里·卢普統治下的摩爾達維亞主教多索夫泰伊編纂的另外一本宗教書籍「Dumnezaiasca Liturghie」用羅馬尼亞語書寫（tiparita româneste）。多索夫泰伊在這本書的開篇提到，他是爲了羅馬尼亞民族的和諧（Cuvânt depreuna catra semintia rumaneasca）和羅馬尼亞語而編纂了這本書（acest dar limbii rumânesti）。並且這本書籍是從希臘語（de pre elineasca）翻譯自羅馬尼亞語（pre limba rumâneasca）。不過，在比薩拉比亞執筆的宗教書籍則稱這門語言是「摩爾多瓦語」。1819年在基希訥烏印刷的Menologium一書則稱這本書是自斯拉夫語翻譯自摩爾多瓦語（тълмъчиндуль де пре лимба Словенѣскъ пре чѣ Молдовенѣскъ），此外1821年的Typikon一書也有相同的表述（Сау тълмъчить Молдовенеще де пре чель Словенескь）。

### 外交官見解
奧地利帝國的約瑟夫二世及俄羅斯帝國的葉卡捷琳娜二世都希望当時在鄂圖曼帝國保護下的瓦拉幾亞和摩爾達維亞能夠統一，成為俄羅斯和奧地利之間的獨立緩衝國。新國家的名稱被提議為「達契亞」，包含摩爾達維亞和瓦拉幾亞及比薩拉比亞，葉卡捷琳娜二世希望其能置於俄羅斯影響之下，這一想法展現在所謂「希臘計劃」中。在1793年英國國會辯論中，怀特布雷德（Whitebread）在陳述關於法國計劃將比利時從奧地利帝國分離獨立的方案時，提到埃德蒙·伯克提出的將瓦拉幾亞、摩爾達維亞、比薩拉比亞統合，從鄂圖曼帝國獨立建立「多瑙圈」（Circle of the Danube）的方案。1747年到1762年就任英國駐鄂圖曼帝國伊斯坦布爾大使的詹姆斯·波特在回憶錄中說鄂圖曼帝國內人口僅次于斯拉夫人的是「盧梅利亞人（Rumelians）」，或稱「羅馬人（Romani）」，而自稱「盧姆利（Rumuryi）」的摩爾達維亞人和瓦拉幾亞人包含在其中。

## 俄羅斯帝國時期比薩拉比亞
1812年，鄂圖曼帝國將摩爾達維亞公國的東部地區割讓給俄羅斯帝國。這一地區稱為比薩拉比亞，後來的摩爾多瓦共和國的領土都包含在其中（除了德涅斯特河沿岸地區）。
將所有在特蘭西瓦尼亞、摩爾達維亞和瓦拉幾亞地區居住的以羅馬尼亞語為母語的居民統合在一個國家之內的構想在18世紀之前並未出現過，這曾是「不符合時代精神的想法」。隨著18世紀的到來，受德國及法國浪漫民族主義思潮的影響，泛羅馬尼亞民族主義開始勃興。在西歐大學受過教育的摩爾達維亞及瓦拉幾亞的年輕波雅爾們將本國的近代化和建立統一羅馬尼亞民族國家的政治目標帶回祖國。1859年，在有利的國際形勢下，鄂圖曼帝國的自治公國瓦拉幾亞和摩爾達維亞選舉亚历山德鲁·伊万·库扎為兩國共同的君主。新建立羅馬尼亞國家的重要任務之一是通過公立小學的普及教育，將共同的羅馬尼亞民族情感灌輸給將占人口多數的農村地區的文盲。浪漫主義的歷史話語將歷史重新闡釋為邁向統一國家的征途。創立標準化的羅馬尼亞語及正字法，採用基於拉丁字母的羅馬尼亞語字母，以取代傳統的以西里爾字母為基礎的羅馬尼亞語字母也曾是民族工程的重要部分。在奧地利帝國統治下的多民族混居之地特蘭西瓦尼亞，隨著與其他民族接觸，以及後來在匈牙利民族國家中對羅馬尼亞人在政治上的劣勢和強硬匈牙利民族主義政策的反抗，以羅馬尼亞語為母語的人們的羅馬尼亞民族意識逐漸高漲。
這些情況并沒有出現在俄羅斯帝国統治下的比薩拉比亞。比薩拉比亞政權實行的俄羅斯化政策在上流社會中取得了一定的效果，但在占多數的摩爾多瓦農民中并沒有影響。羅馬尼亞政治家塔凯·约内斯库當時曾說「羅馬尼亞人地主在籠絡政策的影響下被俄羅斯化，政府允許他們保留該省行政高級職位，而農民們對民族問題並不關心：并沒有爲了脫羅馬尼亞化而設置的學校；雖然教會用俄羅斯語進行奉神礼，但影響很小。」。布加勒斯特大學的講師克里斯蒂娜·彼得雷斯库（Cristina Petrescu）認為比薩拉比亞錯過了「聯合公國（瓦拉幾亞和摩爾達維亞）以成為現代國家為目標的改革」。伊里娜·利韦泽亚努認為在20世紀早期，居住在過去摩爾達維亞公國所有地區的農民們比城市居民更傾向認為自己是摩爾達維亞人。卡爾·馬克思在他關於瓦拉幾亞和摩爾達維亞、俄羅斯帝國的兩篇手記中，批評了俄羅斯合併比薩拉比亞和兩公國多次被佔領。關於「摩爾多-瓦拉幾亞」的居民，馬克思認為其說東方意大利語，稱自己是羅馬尼亞人，其他民族則稱他們是弗拉赫人或瓦拉幾亞人。他還認為羅馬尼亞人居住在瓦拉幾亞、摩爾達維亞、特蘭西瓦尼亞、巴納特、布科維納、比薩拉比亞。並且馬克思在1854年10月2日發表在紐約護民官的一篇關於克里米亞戰爭（1853年 - 1856年）的文章中提到比薩拉比亞的「羅馬人」被俄羅斯人命令離開村莊和城鎮，并表示他比瓦拉幾亞和摩爾達維亞的「羅馬人」更對此感到遺憾。弗里德里希·恩格斯在他于1890年執筆的「俄羅斯沙皇制度的對外政策」第2章中有如下內容「俄羅斯人民族主義雖有部份是因為葉卡捷琳娜的侵略所導致 - 但我不認為這具有正當性 - 不論用什麼樣的藉口，這都和亞歷山大大帝的行為完全不同。芬蘭是芬蘭人和瑞典人的土地、比薩拉比亞是羅馬尼亞人的土地、波蘭王國是波蘭人的土地」。弗拉基米爾·列寧在他早期的著作《俄羅斯資本主義的發展》（1899年）中曾寫道「許多情況下，在帝國國境部份被置於隸屬下的民眾，其國境另一側居住相同的民族，并實現了建立獨立民族國家（特別是我國西部和南部的國境 - 芬蘭人、瑞典人、波蘭人、烏克蘭人、羅馬尼亞人 - 尤為明顯）」。
1849年，喬治·朗（George Long）認為瓦拉幾亞和摩爾達維亞只是被政治邊境分隔，其歷史有著很強的關聯。關於摩爾達維亞，他則說那裡的主要民族是「瓦拉幾亞人」，他們稱自己是「盧蒙人」（Roomoon）。民族學家罗伯特·戈登·莱瑟姆在1854年寫到，瓦拉幾亞人和摩爾達維亞人、比薩拉比亞人都稱呼自己是「羅馬人」（Roman）或「羅馬尼亞人」（Rumanyo），並且作者也用這一名字稱呼馬其頓以羅曼語族為母語的人。同様，1854年德國人兄弟阿瑟·肖特（Arthur Schott）和阿尔贝特·肖特（Albert Schott）在他們的著作「Walachische Mährchen（瓦拉幾亞的童話）」的開篇中提到，弗拉赫人（瓦拉幾亞人）在瓦拉幾亞、摩爾達維亞、特蘭西瓦尼亞、匈牙利、馬其頓、色薩利居住。他們還提到當他們詢問瓦拉幾亞人關於他們是誰的問題時，回答是「Eo sum Romanu（我是羅馬尼亞人）」。

## 大羅馬尼亞時期比薩拉比亞
1918年、比薩拉比亞議會通過了與羅馬尼亞合併的決議。當時比薩拉比亞被羅馬尼亞軍隊佔領。雖多認為比薩拉比亞議會曾請求獲得羅馬尼亞軍隊的協助，美國的歷史学者查尔斯·厄普森·克拉克則認為，比薩拉比亞議會的議長曾向招來羅馬尼亞軍隊的比薩拉比亞暫定政府表示抗議，并對羅馬尼亞軍隊表達強烈抗議要求其迅速撤退。認為這一決議是在當時形勢下而做出的決議這一觀點在羅馬尼亞學者克里斯蒂娜·彼得雷斯库和美國歷史學家查尔斯·金的影響下成為了一種觀點。與之相對，歷史學家索林·亚历山德雷斯库則認為羅馬尼亞軍隊進駐比薩拉比亞「并不是統合的原因，而只是讓統合固定化」。同様，曾騎自行車在大羅馬尼亞各地旅行的伯纳德·纽曼認為，決議反映了比薩拉比亞的趨勢，即希望和羅馬尼亞統一，就比薩拉比亞和羅馬尼亞統一過程中的一連串事件來看，關於統一並無疑問，是比薩拉比亞人民自發的行動。
歷史學家伊里娜·利韦泽亚努引用伊曼纽尔·德·马东男的描述，稱統一當時，比薩拉比亞的農民「仍然稱自己是摩爾達維亞人」。並且，扬·尼斯托尔在他關於布科維納的調查中，1915年時，当地的農民稱自己是摩爾達維亞人，但「（羅馬尼亞語）隨著標準語的普及，『摩爾達維亞人』這一稱呼逐漸改為『羅馬尼亞人』」「比薩拉比亞并沒有受此影響」。
統一後，羅馬尼亞在對所有以羅馬尼亞語為母語的人灌輸共同的民族意識一事上大有進展。根據這一時期法國及羅馬尼亞的軍事報告，針對新的羅馬尼亞統治機構，包括摩爾達維亞在內的各地居民都有反彈。羅馬尼亞政府人士中，也有一些人報告都市居民有一批受過俄化教育的人士，他們拒絕說摩爾達維亞語或羅馬尼亞語。利韦泽亚努還指出，在受過教育的摩爾達維亞人中，有認為羅馬尼亞是未開化的國家，輕視羅馬尼亞的風潮。在比薩拉比亞，因其和大羅馬尼亞其他地區比開發較晚，加之新的羅馬尼亞統治機構的不適任和貪污，「將比薩拉比亞的農民羅馬尼亞人化」的進展較羅馬尼亞其他地區為晚，在之後的蘇聯佔領時代宣告停止。克里斯蒂娜·彼得雷斯庫指出，從俄羅斯沙皇體制轉移到中央集權化羅馬尼亞国家的統治中的摩爾達維亞人遭到了排斥，他們感覺與其說是「和同胞統一」不如說是被佔領了。彼得雷斯庫根據居住在比薩拉比亞伯爾茲郡農村居民使用的語言認為，比薩拉比亞是羅馬尼亞中央政府唯一沒有能成功「導入共同的民族意識」的地區，且當地很多居民「甚至不被認為自己是羅馬尼亞人，他們違反政府的主張，只相信地區性的同一性」。

## 蘇聯時期比薩拉比亞
1940年，比薩拉比亞和北布科維納根據其與羅馬尼亞政府達成的「協議」，這兩地由蘇聯佔領。蘇聯當局採用了階段性將摩爾多瓦人從羅馬尼亞人中分離的政策。泛羅馬尼亞主義的支持者被視為是「人民公敵」並被試圖消滅。他們被視為「布爾喬亞民族主義者」，受到内務人民委員部（NKVD）、蘇聯國家安全委員會 （KGB）抑制。蘇聯政治宣傳中，將蘇聯境內居民使用的羅馬尼亞語和摩爾多瓦語分離，并試圖確立其獨立語言的地位。因此，蘇聯當局以俄羅斯語使用的西里爾字母為基礎，導入了摩爾多瓦語字母，並且只承認「摩爾多瓦語」的存在，禁止使用「羅馬尼亞語」這一名稱。通過蘇聯國內實行的苛烈的反羅馬尼亞主義政策，獨自的摩爾多瓦民族意識得到了浸透。

## 語言學紛爭

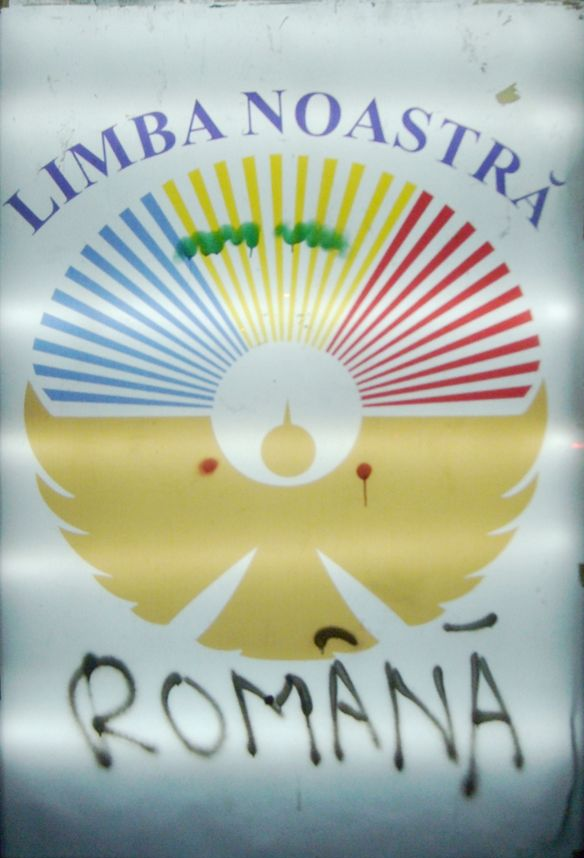
寫有「Limba noastră（我們的語言）」的公共廣告上被噴漆噴上「 Română（羅馬尼亞語）」。攝於基希訥烏

學界對羅馬尼亞語和摩爾多瓦語的標準形相同一事幾乎沒有異議。實際的會話中雖有方言程度的區別，但使用羅馬尼亞語或摩爾多瓦語講話，對羅馬尼亞人和摩爾多瓦人來說完全能理解。而發音和詞彙也只有很少的不同。例如，包菜、鑽孔機、西瓜在摩爾多瓦和羅馬尼亞的摩爾達維亞地區都用、來表達。不過，羅馬尼亞的特蘭西瓦尼亞及瓦拉幾亞地區則較多使用。然而，兩地的人們均知道並能理解這些詞彙。
多認為「摩爾多瓦語」這一名稱不過是在羅馬尼亞語在摩爾多瓦共和國一個政治性的別称。

## 輿論
IMAS-Inc Chisinau在2009年對摩爾多瓦民眾進行了關於民族意識的調查。回答者從「摩爾多瓦人」和「羅馬尼亞人」的認同性的5個分級中選擇一個進行回答。據這一調查，在來自摩爾多瓦各個民族的回答者中，有26%的人回答摩爾多瓦人和羅馬尼亞人「完全相同」或「幾乎相同」，有47%的人回答「不同」或「完全不同」。回答明顯因回答者的經歷而明顯不同，例如青年人（18歳到29歳）的33%回答「完全相同」或「幾乎相同」，44%回答「不同」或「完全不同」，而老年人（60歳以上）中這一比例則是18.5%對53%。首都基希訥烏居民的回答和全國平均相比有很大差距，兩者比例分別是42%和44%。和全國平均（26%）相比，回答摩爾多瓦人和羅馬尼亞人是相同民族較高的人群有青年（33%）、以羅馬尼亞語為母語的人（30%）、受過高等教育的人（36%）、居住在都市的人（30%）、特別是基希訥烏市民（42%）。
2007年為止，有12萬摩爾多瓦共和國市民獲得羅馬尼亞的公民權。2009年，羅馬尼亞新授予3萬6千名摩爾多瓦人羅馬尼亞公民權、其增長速度預計將增加到毎月1萬人。羅馬尼亞總統特拉揚·伯塞斯庫認為，有超過百萬人申請獲得羅馬尼亞公民權，這一事實反映了摩爾多瓦的民族意識。而主張摩爾多瓦人和羅馬尼亞人差異的摩爾多瓦共和國共產黨認為，多重國籍將會把摩爾多瓦共和國的存續置於危機。

## 政治立場
摩爾多瓦主要的政治勢力針對摩爾多瓦人的民族性見解有分歧。並且在摩爾多瓦的教育部門的歷史教育中，也因各派立場的不同而有不同的主張。自由黨（PL）和自由民主黨（PLDM）、我們摩爾多瓦同盟黨（AMN）認為應該教育羅馬尼亞的歷史，而民主黨（PD）和摩爾多瓦共和國共產黨（PCRM）則認為應該教育摩爾多瓦共和國的歷史。

## 摩爾多瓦民族性相關之歷代總統見解
獨立之後的摩爾多瓦共和國首任總統米爾恰·揚·斯涅古爾（1992年 - 1996年）主張羅馬尼亞人和摩爾多瓦人及其語言擁有同一性。

""

「我的靈魂比大多數批評我的人更接近羅馬尼亞人」

弗拉迪米爾·沃羅寧（2001年 - 2009年）雖然是否定羅馬尼亞人和摩爾多瓦人具有同一性的代表人物，卻也承認兩者的語言是相同的。

""

「摩爾多瓦語實際上是羅馬尼亞語的母親。但稱其為羅馬尼亞語是背叛歷史的行為，正如你對自己的母親犯錯一樣。」

""

「雖然名稱不同，但我們（羅馬尼亞人和摩爾多瓦人）使用相同的語言。」

摩爾多瓦共和國議會議長，2009年開始代理總統職務的米哈伊·金普強烈主張羅馬尼亞人和摩爾多瓦人具有同一性。

""

我們國家領導人們都知道我們的語言是羅馬尼亞語，我們是羅馬尼亞人。但他們爲什麽只有在卸任之後才承認這一事實？我不是爲了欺騙民眾而來到這裡，而是爲了說出真相。

## 摩爾多瓦主義
將摩爾多瓦的民族意識從羅馬尼亞中分離，使其成為完全不同事物的嘗試是蘇聯從1924年開始的。1940年比薩拉比亞割讓給蘇聯之後進一步升級。獨立後的摩爾多瓦共和國共產黨人黨繼承了這一政策，這些主張稱作摩爾多瓦主義。摩爾多瓦主義是指否定摩爾多瓦人和羅馬尼亞人民族同一性，甚至否定兩者使用相同語言的想法。美國的歷史學者詹姆斯·斯圖爾特·奧爾森在他的著作「An Ethnohistorical dictionary of the Russian and Soviet empires」中認為，摩爾達維亞人和羅馬尼亞人在羅馬尼亞語、民族性、以及歷史上有很深的關係，因其歷史而逐漸被視為相同民族。
因「摩爾多瓦語」不過是摩爾多瓦共和國國內對羅馬尼亞語的一個政治性稱呼的看法得到了廣泛認可，認為其是不同語言的言論常被認為是非學術且極具政治性的言論，因而遭到批評。這一立場的著名事例有摩爾多瓦語·羅馬尼亞語辭典。

## 類似情況
世界上還有其他與摩爾多瓦類似的情況。例如，在過去的南斯拉夫社會主義聯邦共和國，也有關於語言和宗教都相同的黑山人和塞爾維亞人的民族同一性的論爭。許多情況下都是強烈的地區同一性對抗較弱的廣域同一性。這些對立不僅是文化方面的對立，也有政治上的對立。